# Megophrys auralensis
Megophrys auralensis es una especie de anfibios de la familia Megophryidae.

## Distribución geográfica y hábitat
Es endémica de Phnum Aoral (Camboya). Su rango altitudinal oscila entre 500 y 1140 m s. n. m..